# Distretto di Visakhapatnam
Visakhapatnam è un distretto dell'India di 3 832 336 abitanti. Capoluogo del distretto è Visakhapatnam.

## Storia
Durante il dominio britannico in India, Visakhapatnam divenne un distretto nell'anno 1802. Chicacole (l'attuale Srikakulam), che faceva parte del distretto di Visakhapatnam, fu incorporato in Ganjam quando quest'ultimo fu costituito come distretto. Il 1º aprile 1936, la Provincia di Bihar e Orissa fu divisa per formare la Provincia di Bihar e la Provincia di Orissa. Parti del distretto di Vizagapatam (cioè, Nabarangpur, Malkangiri, Koraput, Jeypore, Rayagada, ecc.) e il distretto di Ganjam (esclusa la divisione di Chicacole) della Presidenza di Madras furono trasferite alla Provincia di Orissa insieme a porzioni dell'Agenzia delle Colline di Vizagapatam e dell'Agenzia delle Colline di Ganjam. La divisione di Chicacole (cioè, Ichchapuram, Palasa, Tekkali, Pathapatnam e Srikakulam) fu fusa con il distretto di Visakhapatnam.
Successivamente, nel 1950, il distretto di Srikakulam fu creato dall'ex distretto di Visakhapatnam. Nel 1979, parte del distretto fu divisa per formare il distretto di Vizianagaram. Attualmente, il distretto di Visakhapatnam fa parte del corridoio rosso.
Il 3 aprile 2022, il Governo dell'Andhra Pradesh ha creato 13 nuovi distretti nello stato, quindi il distretto è stato nuovamente diviso in tre, cioè Visakhapatnam, Anakapalli e Alluri Sitharama Raju. Questo ha reso Visakhapatnam l'unico distretto con il 90% della popolazione urbana nell'Andhra Pradesh.

## Amministrazioni
Ai fini amministrativi, il distretto è suddiviso in 43 comuni (detti in telugu mandal). I comuni, ognuno col suo numero di codice ufficiale, sono i seguenti: 
| - Anakapalle (33) - Anandapuram (25) - Ananthagiri (6) - Araku Valley (5) - Atchutapuram (43) - Bheemunipatnam (27) - Butchayyapeta (20) - Cheedikada (8) - Chintapalle (12) - Chodavaram (21) - Devarapalle (7) - Dumbriguda (4) - Gangaraju Madugula (11) - Gajuwaka (30) - Golugonda (15) | - Gudemkothaveedhi (13) - Hukumpetau (3) - K. Kotapadu (22) - Kasimkota (35) - Kotauratla (37) - Koyyuru (14) - Madugula (9) - Makavarapalem (36) - Munagapaka (34) - Munchingiputtu (1) - Nakkapalli (39) - Narsipatnam (17) - Nathavaram (16) - Paderu (10) - Padmanabham (26) | - Paravada (32) - Payakaraopeta (38) - Pedabayalu (2) - Pedagantyada (31) - Pendurthi (24) - Rambilli (42) - Ravikamatham (19) - Rolugunta (18) - S. Rayavaram (40) - Sabbavaram (23) - Visakhapatnam Rurale (28) - Visakhapatnam Urbana (29) - Yelamanchili (41) |